# 하트 오브 아시아

하트 오브 아시아(Heart of Asia)은 2020년에 만들어진 필리핀의 디지털 텔레비전 채널이다.